# سن جمینی
سن جمینی (به ایتالیایی: San Gemini) یک شهرک و کومونه در ایتالیا است که در استان ترانی واقع شده‌است.

## خصوصیات
سن جمینی ۲۷٫۶ کیلومترمربع مساحت و ۴٬۶۶۵ نفر جمعیت دارد و ۳۳۷ متر بالاتر از سطح دریا واقع شده‌است.